# 花園英畝 (加利福尼亞州)
花園英畝（英語：Garden Acres）是位於美國加利福尼亞州聖華金縣的一個人口普查指定地區。

## 地理
花園英畝的座標為37°57′41″N 121°13′53″W / 37.96139°N 121.23139°W，而該地最高點為海拔高度10米（即33英尺）。

## 人口
根據2010年美國人口普查的數據，花園英畝的面積為6.704平方千米，均為陸地。當地共有人口10648人，而人口密度為每平方千米1,588人。